# 校尉暗沙

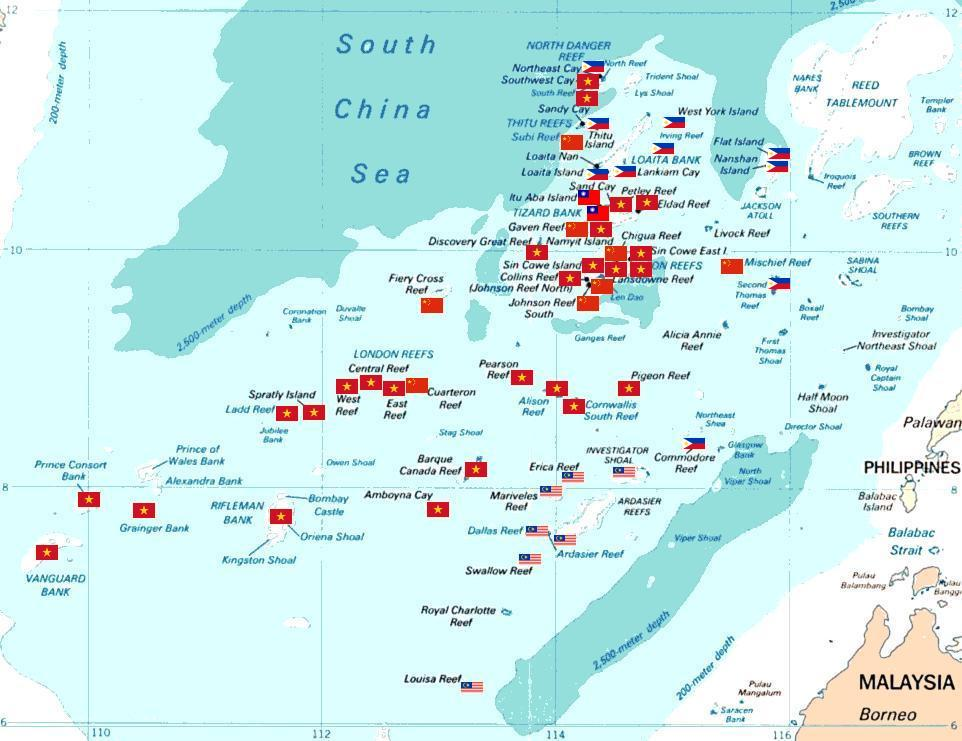
南沙諸島の実効支配状況

校尉暗沙（英語：North East Shoal、タガログ語：Ponce）は、南沙諸島にあるサンゴ礁である。
コモードアー礁から北に7海里離れている。中国語名の校尉というのは中国古代の官職である。
中華人民共和国、中華民国（台湾）、ベトナム、フィリピン、マレーシアがこの暗沙の主権を主張している。